# Wiedemerkopf
Der Wiedemerkopf (auch Wiedemer) ist eine 2163 m ü. NHN hohe Bergschulter des Hochvogels in den Allgäuer Alpen. Sie liegt ca. 10 km ostsüdöstlich von Oberstdorf und bildet den Abschluss eines ca. 750 m langen, vom Kreuzkopf nach Nordnordwest ziehenden Grats.
Auffällig sind die deutlich sichtbaren Faltenstrukturen im Gestein der Bergschulter. Bei diesem Gestein handelt es sich um geschichteten Dolomit der Oberen Trias (Nor).
Am Nordostfuß des Wiedemerkopfes liegt das Prinz-Luitpold-Haus. Der Höhenweg vom Edmund-Probst-Haus zum Prinz-Luitpold-Haus umgeht den Wiedemerkopf auf der West- und Nordseite. Auf die Schulter führt ein teilweise gesicherter Weg, der Trittsicherheit erfordert. An der Nord- und Westwand existieren einige schwere Kletterrouten.

## Referenzen
1. 1 2  BayernAtlas - der Kartenviewer des Freistaates Bayern. Bayerisches Staatsministerium der Finanzen und für Heimat, abgerufen am 20. November 2024.
2. 1 2 3 4  Dieter Seibert: Allgäuer und Ammergauer Alpen mit Tannheimer Bergen. Alpenvereinsführer. 18. Auflage. Bergverlag Rother, München 2013, ISBN 978-3-7633-1126-2 (S. 318).
3. ↑  Thaddäus Steiner: Allgäuer Bergnamen. 2. Auflage. Kunstverlag Josef Fink, Lindenberg 2008, ISBN 978-3-8987-0389-5 (S. 218).